# Расселл, Дэвид Оуэн
Дэ́вид О́уэн Ра́сселл (англ. David Owen Russell; род. 20 августа 1958, Нью-Йорк, Нью-Йорк, США) — американский кинорежиссёр, сценарист и продюсер. Номинант на премию «Оскар» в категории «Лучшая режиссёрская работа» за фильмы «Боец», «Мой парень — псих» и «Афера по-американски». За две последние картины выдвигался также как автор сценария. Был неоднократно номинирован на «Золотой глобус», за режиссуру и сценарии «Бойца», «Мой парень — псих» и «Аферы по-американски».

## Ранние годы
Рассел вырос в Ларчмонте, штат Нью-Йорк, в атеистической семье среднего класса. Его родители работали в фирме Simon & Schuster; его отец был вице-президентом по продажам, а мать — секретаршей. Его отец происходил из русско-еврейской семьи, а мать имела итало-американское (луканское происхождение). Его дед по отцовской линии, мясник из Верхнего Вест-Сайда Манхэттена, потерял многих своих родственников в концентрационных лагерях.
Когда ему было 13 лет, Рассел снял свой первый фильм для школьного проекта и использовал пленочную камеру Super 8. Он посещал среднюю школу Мамаронек, где его признали классовым бунтарем. Он влюбился в кино в подростковом возрасте (его любимыми фильмами были «Таксист», «Китайский квартал» и «Шампунь»), но стремился стать писателем. Рассел основал газету в старших классах и писал короткие рассказы.
В 1981 году Рассел получил степень бакалавра в колледже Амхерст, где специализировался на английском языке и политологии. Он написал свою выпускную диссертацию о вмешательстве Соединенных Штатов в Чили с 1963 по 1973 год.

## Карьера
Первую попытку работать в режиссуре игрового кино предпринял в 36 лет. Чёрная комедия «Spanking the Monkey» (в российском прокате — «Раскрепощение») затрагивала не обсуждаемую обычно тему сексуальных отношений между сыном и матерью, но, несмотря на это, принесла Расселлу Приз зрительских симпатий на фестивале Сандэнс и премию Независимый дух за лучший дебютный сценарий.
Следующий его проект «Не будите спящую собаку» развил достигнутый успех. Профессиональные критики Rotten Tomatoes подняли суммарный рейтинг фильма до 86 из 100 возможных процентов, а кинообозреватель Chicago Sun-Times Роджер Эберт отметил: «Среди других достоинств (фильма) есть одно, из-за которого мы не можем предугадать следующий ход. В развитии подобных историй есть некоторые законы жанра, но Расселл нарушает большинство из них. Он позволяет своим персонажам покидать главную сюжетную линию, что приводит в недоумение даже их самих».
Следующие фильмы Расселла выходили с достаточно большим интервалом: «Три короля» (англ. Three kings) в 1999 году и «Взломщики сердец» (англ.  I ♥ Huckabees) в 2004 году. Если первый из них стал чрезвычайно успешным (107 миллионов долларов сборов при бюджете в 48 миллионов), то второй практически провалился в прокате (20 миллионов долларов сборов при бюджете в 22 миллиона).
Фильм 2010 года «Боец» начинал снимать режиссёр Даррен Аронофски, но позже отказался от проекта ради работы над «Чёрным лебедем». Сначала исполнитель главной роли Марк Уолберг был против привлечения в качестве режиссёра Рассела, вспоминая сложности во время работы над «Тремя королями». Однако изменил мнение после того, как Кристиан Бейл высказал заинтересованность в опыте работы с таким кинематографистом. Картина была номинирована на 85 кинопремий в различных категориях и победила в 39 из них, включая 2 «Оскара» за лучшую мужскую и женскую роль второго плана.
В январе 2020 года было объявлено, что Рассел будет сценаристом и режиссером фильма «Амстердам», спродюсированного компанией Regency Enterprises. Рассел в третий раз объединится с Кристианом Бейлом, Марго Робби также присоединится к фильму. В октябре 2020 года было объявлено, что Джон Дэвид Вашингтон присоединился к актерскому составу фильма, съемки которого запланированы на январь 2021 года. В том же месяце, когда начались съемки, к актерскому составу присоединились Рами Малек и Зои Салданья. В июле 2022 года был выпущен трейлер, объявляющий о кастинге Криса Рока, Ани Тейлор-Джой, Майка Майерса, Майкла Шеннона, Андреа Райзборо, Маттиаса Шонартса, Алессандро Ниволы, Тейлор Свифт и Роберта Де Ниро.

## Личная жизнь
Рассел с 1992 по 2007 год был женат на Джанет Грилло, которая была продюсером компании Fine Line Features. У пары есть сын, Мэттью Антонио Грилло Расселл. С 2007 года он состоит в отношениях с Холли Дэвис, художником по костюмам.
Он проживает в Санта-Монике, Калифорния, и является сторонником лечения и поддержки психических заболеваний, а также активным сторонником исследований аутизма. Благодаря усилиям Рассела он был назван лауреатом премии Essential Puzzle Piece на гала-концерте Light Up the Night в поддержку аутизма.
В 2013 году Рассел посетил Вашингтон, округ Колумбия, чтобы встретиться с вице-президентом Джо Байденом и сенатором Дебби Стабеноу, чтобы обсудить новый законопроект о психиатрической помощи.
В мае 2014 года Рассел принял участие в дискуссионной группе в Центре средств массовой информации Пейли, на которой обсуждались проекты, которые выявили стигмы и страдания, связанные с психическими заболеваниями.
Рассел входит в творческий совет RepresentUs, беспартийной антикоррупционной организации.

## Конфликты
За годы работы Рассел приобрел репутацию агрессивного и жестокого человека по отношению к актерам в своих фильмах, в частности Джорджу Клуни, Лили Томлин и Эми Адамс. Однажды он напал на Кристофера Нолана на вечеринке в Голливуде.

### 1998 год
Во время съемок распространилась новость о том, что Рассел и Джордж Клуни чуть не подрались на съемочной площадке фильма «Три короля». В интервью 2000 года Клуни описал свою конфронтацию с Расселом после того, как напряженность на съемочной площадке неуклонно росла. По словам Клуни, Рассел унижал съемочную группу словесно и физически. Клуни почувствовал, что это выходит за рамки дозволенного, и сказал Расселу: Дэвид, сегодня важный день. Но вы не имеете право толкать, давить или унижать людей, которые не могут защитить себя. После того, как конфронтация обострилась, когда, согласно Шэрон Ваксман в ее книге «Мятежники на задворках», Рассел фактически ударил головой Клуни, а тот схватил Рассела за горло. Клуни сказал, что Рассел в конце концов извинился, и съемки продолжились, но актер описал инцидент как самый худший опыт в моей жизни. Когда его спросили, будет ли он снова работать с Расселом, Клуни ответил: Жизнь слишком коротка. В начале 2012 года Клуни сообщил, что они с Расселом восстановили свои отношения, сказав: Мы сняли отличный фильм, и нам было действительно тяжело вместе, но это тот случай, когда мы оба становимся старше. Я действительно ценю работу, которую он продолжает делать, и я думаю, что он ценит то, что я пытаюсь сделать.

### 2003
У Рассела были конфликты с Лили Томлин во время съемок «Взломщики сердец», а в марте 2007 года на YouTube просочились два видео, в которых были показаны ссоры на съемочной площадке между Расселом и Томлин. Об этих оскорбительных тирадах Рассела впервые сообщалось в статье 2004 года в New York Times. Ваксман описывает, как Рассел выбегал со съемочной площадки и снова возвращался на нее, постоянно крича, что подтверждается просочившимися видеозаписями. На съемочной площадке актеры иногда сходили с ума после многочасовых дублей. Позже Томлин заявила, что у нее с Расселом «все в порядке».

### 2013
Согласно сайту Salon, в результате взлома Sony Pictures Entertainment выяснилось, что Рассел превратил жизнь Эми Адамс в сущий ад во время производства «Аферы по-американски», и Кристиан Бэйл вмешался. Salon сообщил, что в электронном письме главе Sony Майклу Линтону журналист Джонатан Алтер сказал: Он схватил одного парня за шиворот, неоднократно проклинал людей в присутствии других и так оскорблял Эми Адамс, что Кристиан Бейл набросился на него и сказал, чтобы он перестал вести себя, как ублюдок. Адамс подтвердила эту историю в интервью британскому журналу GQ в 2016 году, заявив: Он был строг со мной, это точно. Большую часть времени... Я действительно была просто опустошена на съемочной площадке. Она также добавила, что не хотела бы снова работать с режиссером. Адамс также объяснила: Дженнифер [Лоуренс] не пропускает все это через себя. Она как тефлон. Но я не такая. Мне также не нравится, когда с другими людьми плохо обращаются. Со мной это не пройдёт.

### Сексуальное насилие над племянницей
В декабре 2011 года 19-летняя трансгендерная племянница Рассела, Николь Пелоквин подала заявление в полицию, утверждая, что Рассел подверг её сексуальному насилию. Дело было закрыто без предъявления каких-либо обвинений, поскольку предполагаемое нападение не было засвидетельствовано полицией. Согласно полицейскому отчету, Рассел предложил Пелоквин помочь с упражнениями для пресса, во время которых его рука дотронулась до ее интимных мест. Спросив о гормонах, которые она использовала для увеличения размера груди, Рассел просунул руки ей под рубашку и пощупал её.
Рассел подтвердил, что инцидент произошел, но сказал полиции, что Пелоквин вела себя очень вызывающе по отношению к нему и предложила ему пощупать ее грудь. Он также признался, что ему интересно узнать об увеличении груди. Этот инцидент также был напрямую упомянут во взломе Sony Pictures в 2014 году.

## Фильмография
- «Молодой Франкенштейн»

### Режиссёр
- 1994 — Раскрепощение / Spanking the Monkey
- 1996 — Не будите спящую собаку / Flirting with Disaster
- 1999 — Три короля / Three Kings
- 2004 — Взломщики сердец / I Heart Huckabees
- 2010 — Боец / The Fighter
- 2012 — Мой парень — псих / Silver Linings Playbook
- 2013 — Афера по-американски / American Hustle
- 2015 — Джой / Joy
- 2015 — Любовная загвоздка / Accidental Love
- 2022 — Амстердам / Amsterdam
- TBA — Мэдден / Madden

### Сценарист
- 1994 — Раскрепощение / Spanking the Monkey
- 1999 — Три короля / Three Kings
- 2004 — Взломщики сердец / I Heart Huckabees
- 2012 — Мой парень — псих / Silver Linings Playbook
- 2013 — Афера по-американски / American Hustle
- 2015 — Гордость и предубеждение и зомби / Pride and Prejudice and Zombies
- 2022 — Амстердам / Amsterdam

### Продюсер
- 1994 — Раскрепощение / Spanking the Monkey
- 1996 — Не будите спящую собаку / Flirting with Disaster
- 1999 — Три короля / Three Kings
- 2002 — Закон бойни / The Slaughter Rule
- 2004 — Телеведущий / Anchorman: The Legend of Ron Burgundy
- 2004 — Взломщики сердец / I Heart Huckabees

## Награды и номинации
| Премия                              | Год  | Фильм                     | Категория                      | Результат |
| ----------------------------------- | ---- | ------------------------- | ------------------------------ | --------- |
| «Оскар»                             | 2011 | «Боец»                    | Лучший режиссёр                | Номинация |
| «Оскар»                             | 2013 | «Мой парень — псих»       | Лучший режиссёр                | Номинация |
| «Оскар»                             | 2013 | «Мой парень — псих»       | Лучший адаптированный сценарий | Номинация |
| «Оскар»                             | 2014 | «Афера по-американски»    | Лучший режиссёр                | Номинация |
| «Оскар»                             | 2014 | «Афера по-американски»    | Лучший оригинальный сценарий   | Номинация |
| «Золотой глобус»                    | 2011 | «Боец»                    | Лучший режиссёр                | Номинация |
| «Золотой глобус»                    | 2013 | «Мой парень — псих»       | Лучший сценарий                | Номинация |
| «Золотой глобус»                    | 2014 | «Афера по-американски»    | Лучший режиссёр                | Номинация |
| «Золотой глобус»                    | 2014 | «Афера по-американски»    | Лучший сценарий                | Номинация |
| BAFTA                               | 2013 | «Мой парень — псих»       | Лучший адаптированный сценарий | Победа    |
| BAFTA                               | 2014 | «Афера по-американски»    | Лучший режиссёр                | Номинация |
| BAFTA                               | 2014 | «Афера по-американски»    | Лучший оригинальный сценарий   | Победа    |
| «Выбор критиков»                    | 2013 | «Мой парень — псих»       | Лучший режиссёр                | Номинация |
| «Выбор критиков»                    | 2013 | «Мой парень — псих»       | Лучший адаптированный сценарий | Номинация |
| «Выбор критиков»                    | 2014 | «Афера по-американски»    | Лучший режиссёр                | Номинация |
| «Выбор критиков»                    | 2014 | «Афера по-американски»    | Лучший оригинальный сценарий   | Номинация |
| «Независимый дух»                   | 1995 | «Раскрепощение»           | Лучший дебютный фильм          | Победа    |
| «Независимый дух»                   | 1995 | «Раскрепощение»           | Лучший дебютный сценарий       | Победа    |
| «Независимый дух»                   | 1997 | «Не будите спящую собаку» | Лучший режиссёр                | Номинация |
| «Независимый дух»                   | 1997 | «Не будите спящую собаку» | Лучший сценарий                | Номинация |
| «Независимый дух»                   | 2013 | «Мой парень — псих»       | Лучший режиссёр                | Победа    |
| «Независимый дух»                   | 2013 | «Мой парень — псих»       | Лучший сценарий                | Победа    |
| «Спутник»                           | 2000 | «Три короля»              | Лучший оригинальный сценарий   | Номинация |
| «Спутник»                           | 2012 | «Мой парень — псих»       | Лучший режиссёр                | Победа    |
| «Спутник»                           | 2012 | «Мой парень — псих»       | Лучший адаптированный сценарий | Номинация |
| «Спутник»                           | 2014 | «Афера по-американски»    | Лучший режиссёр                | Номинация |
| «Спутник»                           | 2014 | «Афера по-американски»    | Лучший оригинальный сценарий   | Победа    |
| «Давид ди Донателло»                | 2013 | «Мой парень — псих»       | Лучший иностранный фильм       | Номинация |
| «Давид ди Донателло»                | 2014 | «Афера по-американски»    | Лучший иностранный фильм       | Номинация |
| Национальный совет кинокритиков США | 2012 | «Мой парень — псих»       | Лучший адаптированный сценарий | Победа    |
| Премия Гильдии режиссёров США       | 2011 | «Боец»                    | Лучший режиссёр                | Номинация |
| Премия Гильдии режиссёров США       | 2014 | «Афера по-американски»    | Лучший режиссёр                | Номинация |
| Премия Гильдии сценаристов США      | 2000 | «Три короля»              | Лучший оригинальный сценарий   | Номинация |
| Премия Гильдии сценаристов США      | 2013 | «Мой парень — псих»       | Лучший адаптированный сценарий | Номинация |
| Премия Гильдии сценаристов США      | 2014 | «Афера по-американски»    | Лучший оригинальный сценарий   | Номинация |